# Farní sbor Českobratrské církve evangelické v Předhradí
Farní sbor Českobratrské církve evangelické v Předhradí  je sborem Českobratrské církve evangelické v Předhradí. Sbor spadá pod Poděbradský seniorát.
Farářkou sboru je Marie Jüptner Medková, kurátorkou sboru Olga Nechanická.